# Tretești, Cahul
Tretești este un sat în cadrul comunei Zîrnești, raionul Cahul, Republica Moldova.

## Demografie

### Structura etnică
Structura etnică a localității conform recensământului populației din 2004:
| Grup etnic                                               | Populație | % Procentaj  |
| -------------------------------------------------------- | --------- | ------------ |
| Băștinași declarați Moldoveni Băștinași declarați Români | 52 1      | 96,30% 1,85% |
| Ucraineni                                                | 1         | 1,85%        |
| Total                                                    | 54        | 100%         |